# 八幡岬 (千葉県いすみ市)

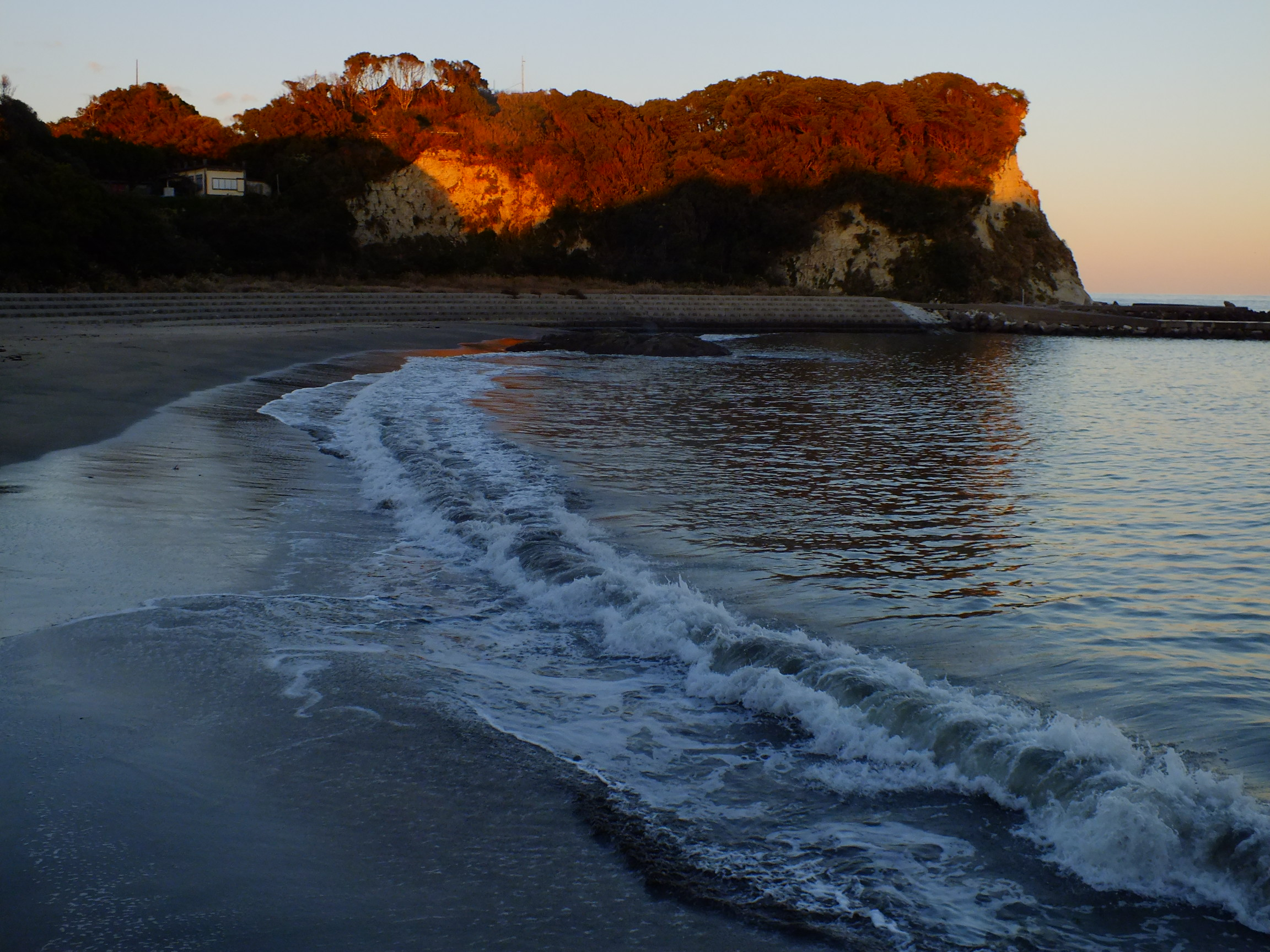
南側から見る八幡岬

八幡岬（はちまんみさき）は、千葉県いすみ市大原にある岬。

## 概要

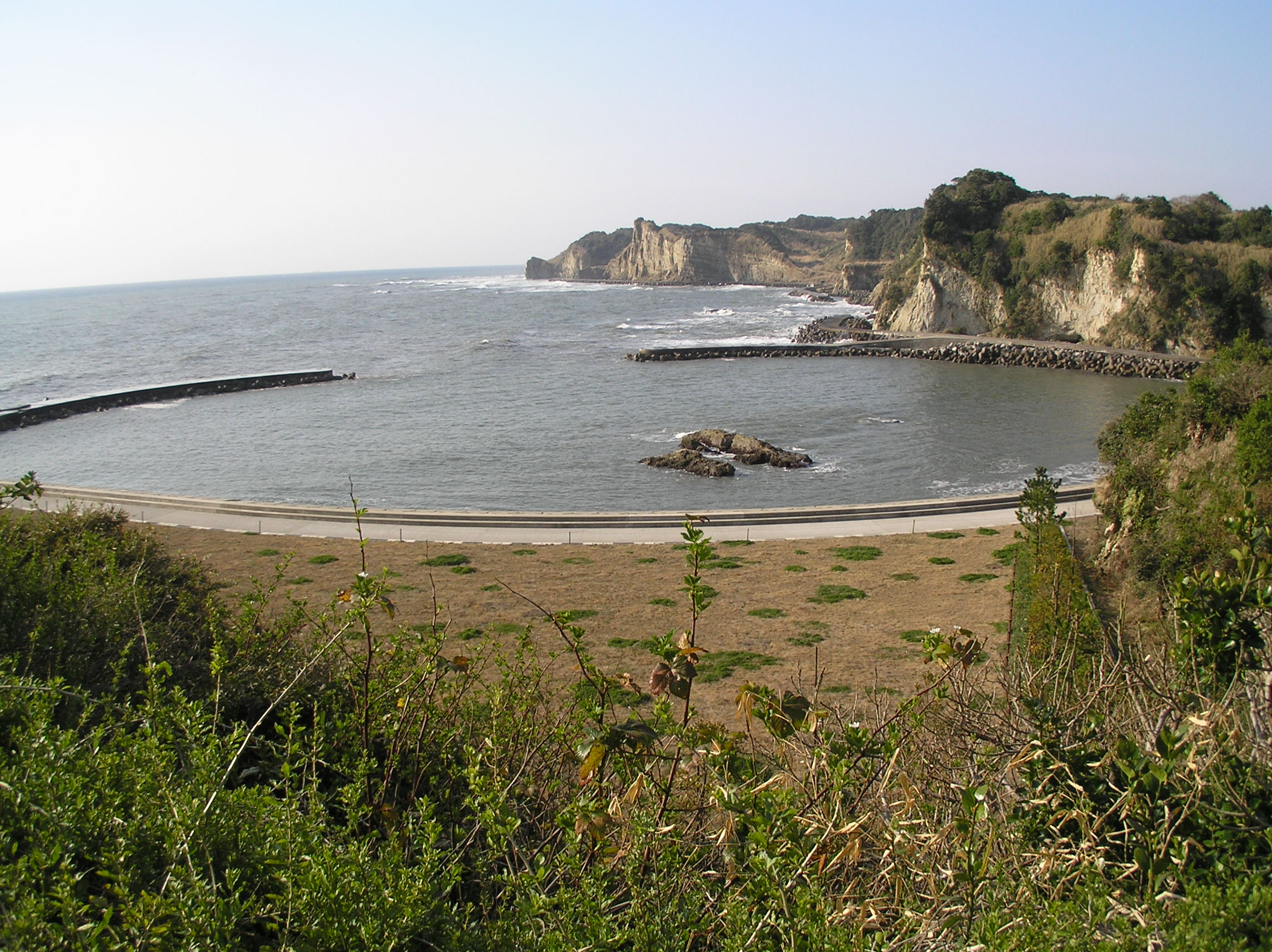
八幡岬からの展望

千葉県外房の太平洋東向きに突き出た岬で、眼下には大原漁港が見下ろせる。岬は断崖絶壁となっており、南方向には丹ヶ浦の断崖が見え絶景である。崖上にはかつて土岐氏一族の小浜城があった小浜八幡神社がある。八幡岬の名もこの神社に由来している。高台から見る太平洋と海岸線、大原漁港は大変美しい。また岬のすぐ南側は湾になっており、おだやかで美しい砂浜を見おろすことができる。海岸沿いに岬の突端に向かう遊歩道もあり美しい海岸線を眺めながら遊歩できるが、高波の日には危険が伴う。

## その他

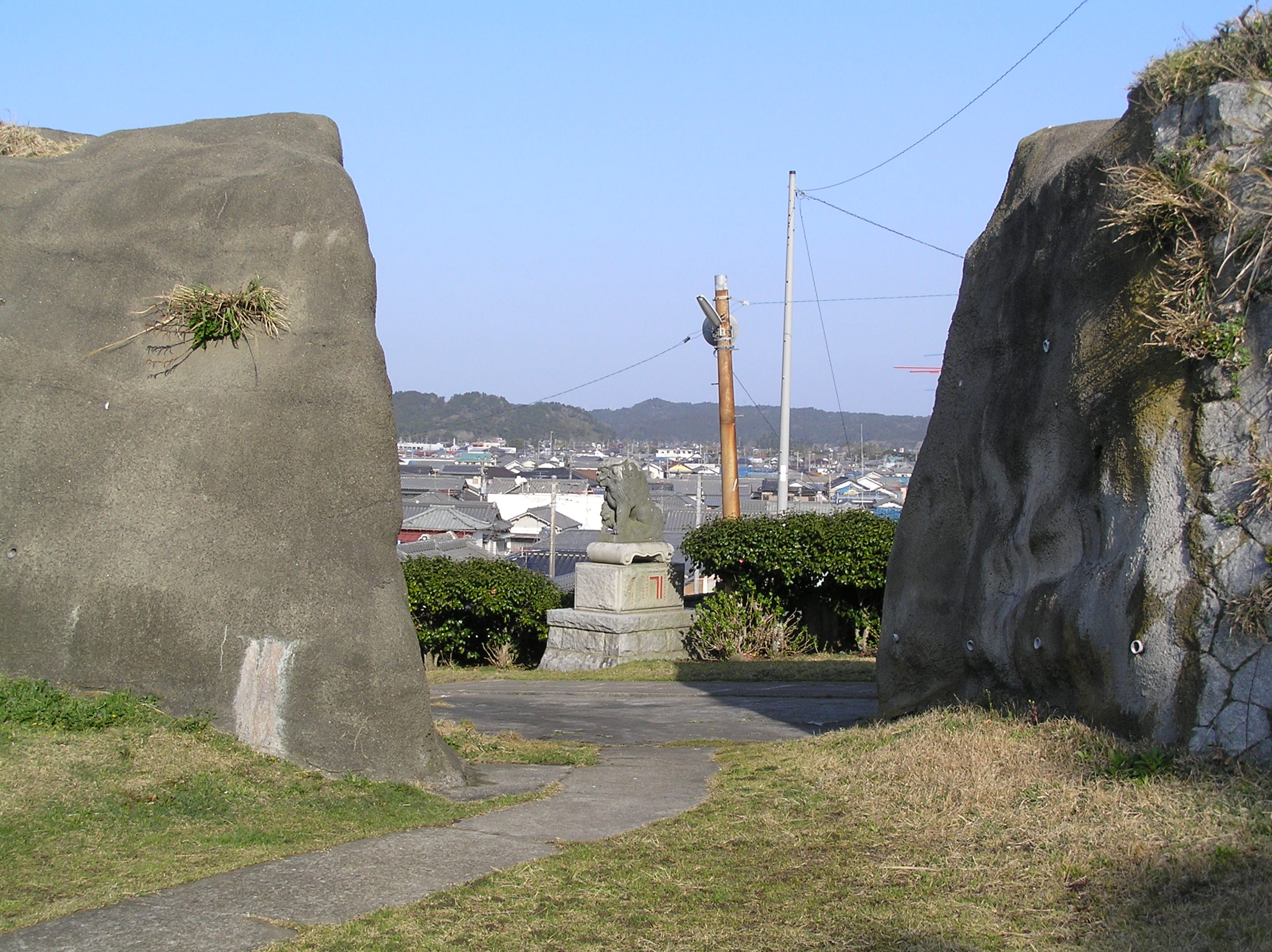
大原漁港と八幡岬へ行く道の切通し

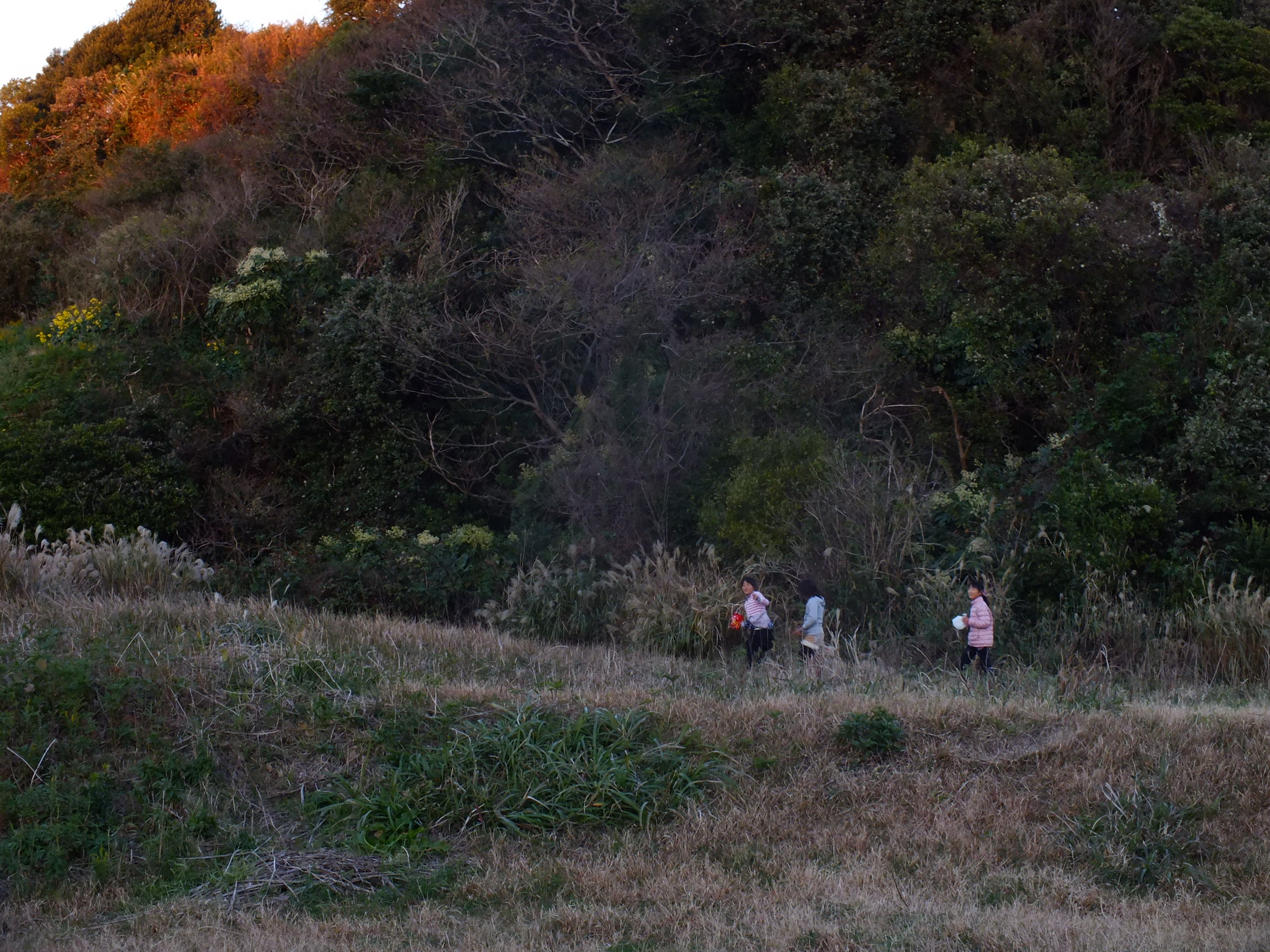
夕暮れに子供たちが遊ぶ八幡岬

漫画家つげ義春は、幼少期の一時期を大原で過ごしたが、その後も幾度となく訪れており、小浜の漁村を散策したり棲むことを考え不動産物色したりしている。一度、石子順造を案内したこともあるが、石子は八幡岬からの景色を非常に気に入り「これはすごい。ぼくの住んでいる焼津あたりの海よりずっといいね」と感嘆したという。代表作の一つ『海辺の叙景』の舞台となった。
千葉県には勝浦市と2つの八幡岬が存在する。

## 所在地
- 千葉県いすみ市大原

Google地図

## 交通
- 公共交通機関:JR外房線大原駅より徒歩約1.5km、約20分。

## 周辺情報
- 大原漁港
- 小浜八幡神社
- 大原公園
- おおはら海鮮市場
- 源氏ボタルの里

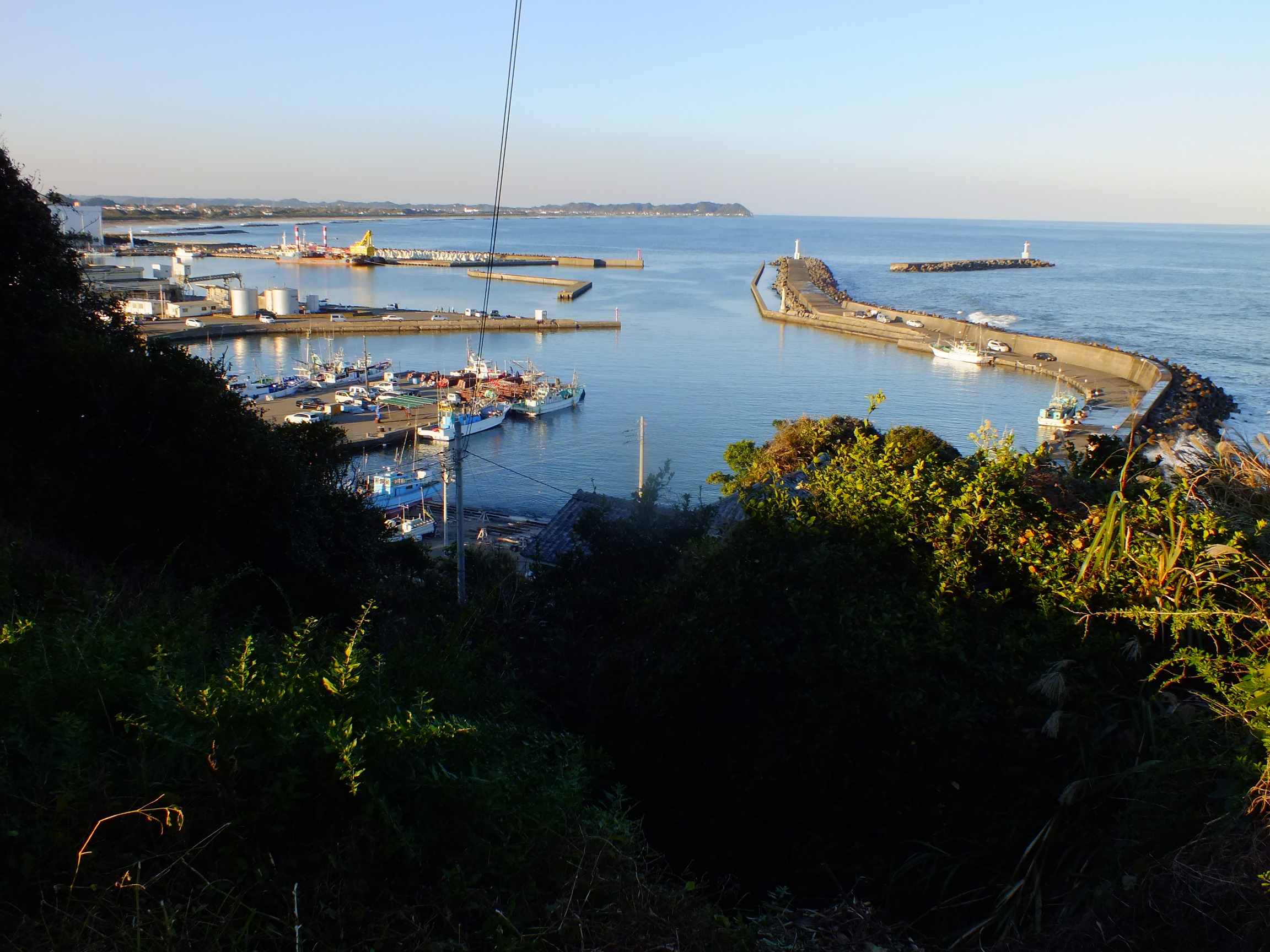
八幡岬から見る大原漁港

- 大聖寺-波切不動の別名で親しまれる海難除けの寺。サクラ、アジサイの名所。
- 椿の里-5000本以上の古い椿が生垣として植えられており、2～3月が見ごろ。